# Предалиен
Predalien (с англ.  — «Чужехищник») — вид Ксеноморфа (Чужого) из вселенной «Чужой против Хищника». Присутствует в фильмах, комиксах и компьютерных играх. Представляет собой ксеноморфа, развившегося в организме Хищника.

## Появления

### В комиксах
В комиксе «Aliens vs. Predator: Duel» вылупился из заражённого хищника, найденного на разбитом корабле. Тело хищника было обнаружено морпехами, после чего они забрали его с собой, чтобы продать учёным. Спустя некоторое время из груди Яутжа появляется грудолом, который тут же попадает под обстрел, но успевает скрыться под броневиком. Из-за нападения в этот момент хищников морпехи позабыли о чужом, и тот спокойно начал свое развитие под машиной, устроив им в дальнейшем неприятный сюрприз.

### В играх
В игре «Aliens versus Predator: Extinction» участвуют Чужехищники. Они сильно отличаются от обычных Чужих: имеют светло-коричневый цвет и морду со жвалами. Также регенерация у них происходит значительно быстрее, чем у обычных трутней, а после ранений их тела упрочняются, покрываясь костяными выростами и пластинами. Кроме того эти существа обладают рядом необычных способностей — при укусе они впрыскивают кислоту в раны врагов. Чужехищники, в этой игре, изначально не обладают таким крепким панцирем, какой имеется у воинов-Чужих, однако они имеют иную, своеобразную защиту — вещество, выделяемое поверхностью тела защищает их от огня и плазмы. Также в игре присутствует и Королева с генами Хищника, появившаяся в процессе опытов учёных-людей.
В игре «Aliens versus Predator» появляются гибриды Хищников и Чужих, являющиеся результатами экспериментов людей. Эти гибриды имеют большую силу и стойкость, превосходящие аналогичные характеристики у обычных трутней, но меньшую скорость. Они отличаются от обычных дронов красным цветом экзоскелета и парой мандибул. Именно в этой игре они получили своё название — «Predalien».
В продолжении игры — «Aliens versus Predator 2», Чужехищники (выведенные людьми из захваченных хищников) появляются как сильные противники в кампаниях за человека и за Хищника. Кроме того, во время многопользовательского режима игрок, управляя лицехватом, может заразить Хищника, после чего спустя некоторое время он будет играть Чужехищником, но не будет иметь возможности восстанавливать здоровье, прокусывая головы жертв.
В дополнении ко второй части — «Aliens versus Predator 2: Primal Hunt», игрок управляет Чужехищником в кампании Чужого, пытаясь уничтожить артефакт, который может контролировать чужих.
В игре «Aliens versus Predator (2010)» игрок-Чужой по приказу Королевы заражает одного из Хищников лицехватом, в результате чего рождается Чужехищник. Игрок-Хищник получает приказ уничтожить его, что ему, в конце концов, и удаётся.

### В фильмах
В фильме «Чужой против Хищника» один из Хищников подвергается атаке лицехвата. В бою с Королевой Чужих он получает смертельное ранение, и его забирает на борт прилетевший корабль собратьев. В последних кадрах фильма из трупа охотника появляется грудолом.
В сиквеле «Чужие против Хищника: Реквием», события которого происходят почти сразу после окончания первого фильма, чужехищник «Чет» играет одну из главных ролей. Будучи единственной особью на корабле, он становится будущей маткой (в расширенной вселенной — преторианцем). Он убивает весь экипаж корабля, и тот терпит крушение рядом с небольшим американским городом. Будущая королева, попав на волю, начинает создавать себе армию для будущего улья, но из-за вмешательства Хищника и людей, сбросивших атомную бомбу на город, планы сходят на нет.

## Название
Название существа происходит от объединения двух слов: англ. Alien — Чужой и Predator — Хищник, что указывает на его происхождение. Дословно на русский язык переводится как «Хищночужой», однако в российской среде фанатов популярен перевод «Чужехищник», или «Предчужой». Также часто используется транслитерация английского названия — «Предалиен».
Впервые название «Predalien» было использовано в игре «Aliens versus Predator», где существа действительно являлись гибридами. В последующих же частях игры, а также фильмах, Чужехищники уже не являлись гибридами (так как были выведены естественным путём), однако имя надёжно закрепилось, и используется повсеместно.

## История появления образа
Первый Чужехищник был изображён художником Дэйвом Дорманом на иллюстрации к комиксу «Aliens vs. Predator: Duel» (рус. Чужой против Хищника: Дуэль) в 1992 году.

## Внешний вид и физические особенности

#### Изначальный облик
Изначальный дизайн его тела, изображённый Дэйвом Дорманом, — биомеханический, но присутствуют более острые, агрессивные формы, такие, как шипы вдоль хребта и хвоста, а также небольшие шипы на плечах и прочие наросты. Классических дыхательных трубок на спине нет. Цвет его тела не отличается от цветов классических чужих — тёмно-серых и чёрных. Голова в целом следует классическому образу — удлинённая, но заостряется к концу, наподобие головы Диакона из Прометея. Более массивная, широкая, чем у классических чужих. Имеются жвала и дреды, ассимилированные от хищника. Нижние жвала длиннее верхних. Наконечник хвоста по форме напоминает лезвие Хищника.
В комиксе «Aliens vs. Predator: Duel» смял голову морпеха в одном лишь кулаке, что говорит о его огромной силе. Одерживал верх над Хищником в бою.

#### Другие версии
В игре «Aliens versus Predator 2» и «Aliens versus Predator 2: Primal Hunt» похож на обнажённого хищника с хвостом. Биомеханика отсутствует, голова короткая. Широкоплечий. Цвет кожи светлый, покрыт пигментными пятнами Хищников. Глоточная челюсть отсутствует — её роль выполняют жвала. Дреды сложены назад и являются продолжением головы. Дыхательных трубок нет. Шипастый. Имеет повышенную по сравнению с обычными солдатами силу и прочность, но пониженную скорость.
В фильме «Чужие против Хищника: Реквием» показан Чужехищник с широкой, массивной головой. Имеет зачатки королевской короны. Дреды длинные, свисают вниз. Жвала расположены по краям морды, при надобности могут удлиняться. Большие мощные кисти рук. Хвост длиннее и толще чем у других чужих. Биомеханика практически отсутствует. Цвет кожи — светло-зелёный и чёрный. В этом дизайне уже появляются классические дыхательные трубки.

В игре «Aliens versus Predator (2010)» схож с классическими чужими, имеет биомеханическое тело, но светлого, зеленоватого оттенка. Толстый, длинный хвост. Дыхательные трубки задраны вверх. Голова также схожа с классическими чужими той же игры но имеет небольшие жвала и дредовидные отростки, свисающие по краям головы бахромой.
Как и чужехищник из комикса — опасный противник для Хищника, одерживающий верх в ближнем бою. Своими прыжками сотрясал пирамиду, и та постепенно обрушивалась.

## Жизненный цикл
Жизненный цикл этого вида не отличается от жизненного цикла других чужих.
Так как ксеноморфы получают генетическую информацию от заражённых существ только на стадии эмбриона, чужехищник, как и другие чужие, обретает свои свойства и облик только на последних стадиях своего формирования.

### Эмбрион
Эмбрион Чужехищника абсолютно идентичен эмбриону Классического Чужого или любого другого вида, но имеет зелёный цвет кожи.

### Грудолом
Грудолом Предалиена схож с грудоломом классического чужого: змееобразный, покрыт светлой кожей, имеет недоразвитые конечности, но присутствуют некоторые внешние отличия в виде жвал, ассимилированных от хищника.

### Взрослая особь
По мере роста его «кожа» чернеет и крепнет, делая его более устойчивым к повреждениям. Будучи взрослой особью, чужехищник имеет гораздо большую силу и интеллект, чем у классических чужих. Может стать серьезным противником не только для морпехов, но и для хищников. Его рост выше взрослого Хищника (от 3 метров и больше).
Взрослая особь стандартно разделяется на три вида: Солдат, Трутень и Преторианец.

### Будущая матка
По словам авторов, в фильме «Чужой против Хищника: Реквием» показан Предалиен в промежуточной стадии между взрослой особью и маткой. В расширенной вселенной, чужой, находящийся на этой стадии, так же известен как «Преторианец».

### Королева, Матка
Королева-чужехищник не фигурировала ни в одном фильме, игре или комиксе, но теоретически, её появление вполне возможно, если в Хищника попадет королевский эмбрион.
Исходя из расширенной вселенной — любая особь может занять место королевы, если таковая отсутствует. В этом случае, королевой может стать любая женская особь чужих, в том числе и чужехищник.
Потомство произведенное этой королевой будет чистым, стандартным.

## Роль в улье
В улье чужехищник может играть абсолютно любую роль — от солдата до королевы.
Ввиду того, что имеет большие силу и интеллект, чем остальные чужие, в виде исключения может занимать более высокое положение в иерархии улья.

## Отношения с Хищниками
В комиксе «Aliens vs. Predator: Duel» чужехищник был назван антагонистом религии Хищников.
В игре «Aliens versus Predator (2010)» также продвигается эта идея: Яутжа называют чужехищника «Отродьем», считают его рождение позором для охотников, и ставят своей приоритетной задачей убить это существо.

## Отношения с другими чужими
Чужехищник — желаемая особь для улья, как показывает игра «Aliens versus Predator (2010)». Он является символом превосходства Чужих над Хищниками (чего хищники не могут допустить). После приказа королевы, чужие будут стараться сбить с ног Хищника, и как можно скорее подвергнуть заражению. Его боевые качества помогают в борьбе против хищников.